# Waregowie

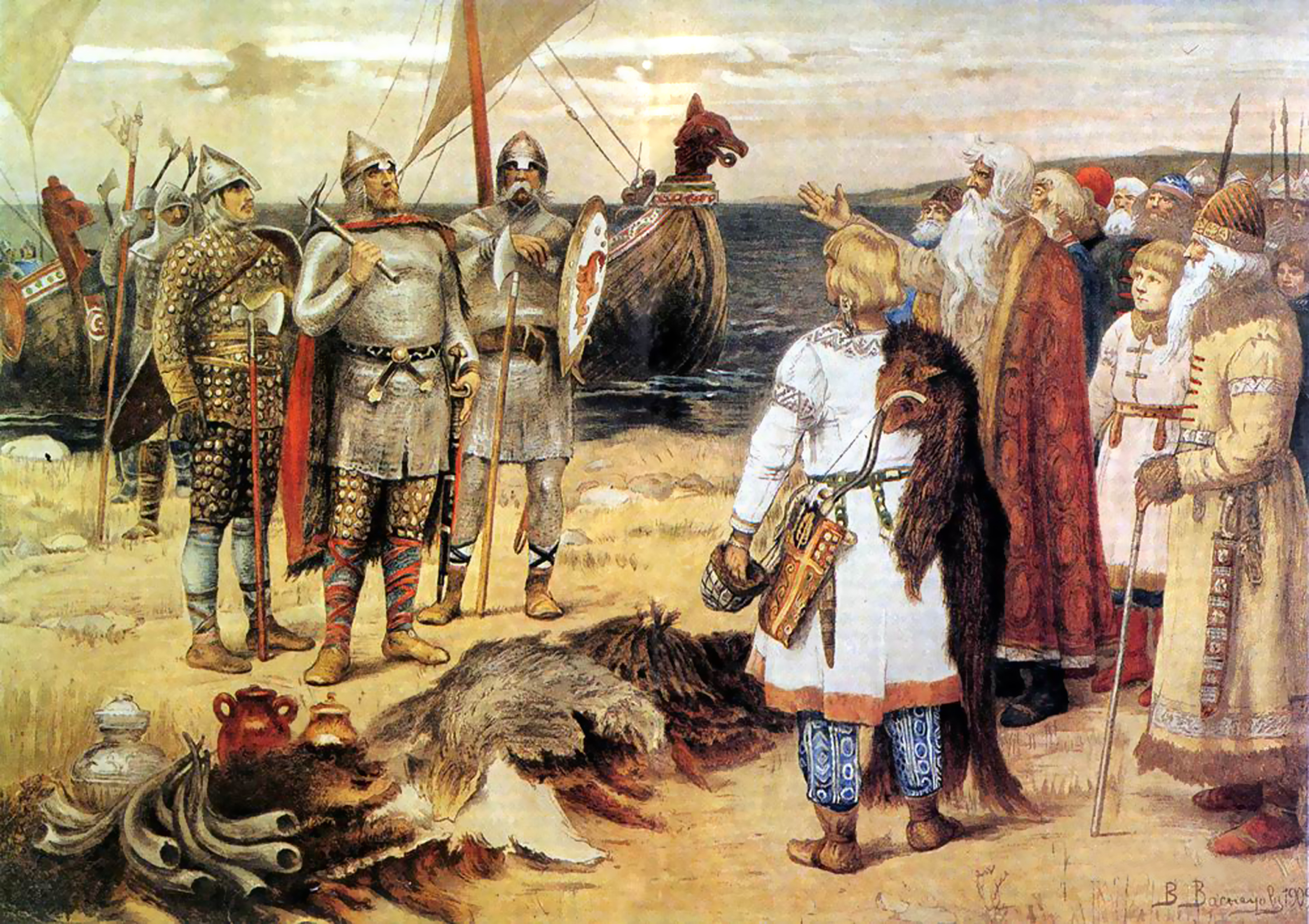
Waregowie Ruryka przybywają do Starej Ładogi. Obraz Wiktora Wasniecowa z ok. 1913 r.

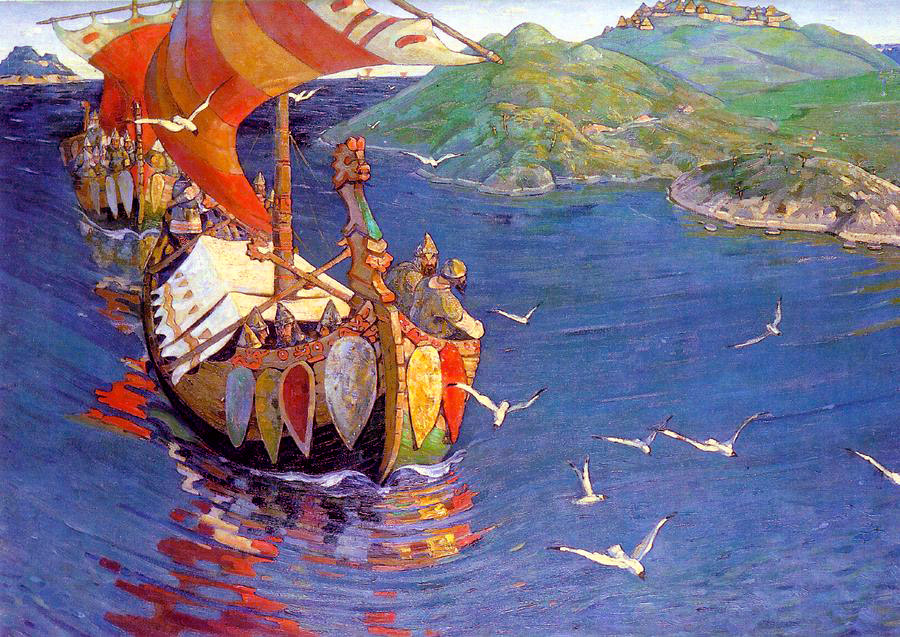
Goście zza morza. Obraz Nikołaja Roericha z 1901 r.

Waregowie, Wariagowie – skandynawscy wikingowie głównie pochodzący z obecnej Szwecji, którzy w VIII i IX wieku działali w rejonach obecnej Ukrainy, Białorusi i Rosji, tworząc tam w późniejszym okresie Ruś Kijowską.

## Etymologia
Nazwa pochodzi od staronordyckiego słowa var (ślub), tu używanego w rozumieniu przysięgi, w formie pośredniej vearing (towarzysz, sprzymierzeniec). Niektórzy historycy wywodzą jednak nazwę od fińskiego słowa vara (straż) lub vaara (niebezpieczeństwo). Od słowa wareg, wariag, według ludowej etymologii, pochodzi rosyjskie słowo wrag, oznaczające wroga, nieprzyjaciela; jednakże słowo to ma pochodzenie prasłowiańskie, potwierdzone w innych rodzinach językowych. W XII wieku Waregami określano również katolików, wrogów i odstępców „prawdziwej” wiary chrześcijańskiej.

## Podróże i handel

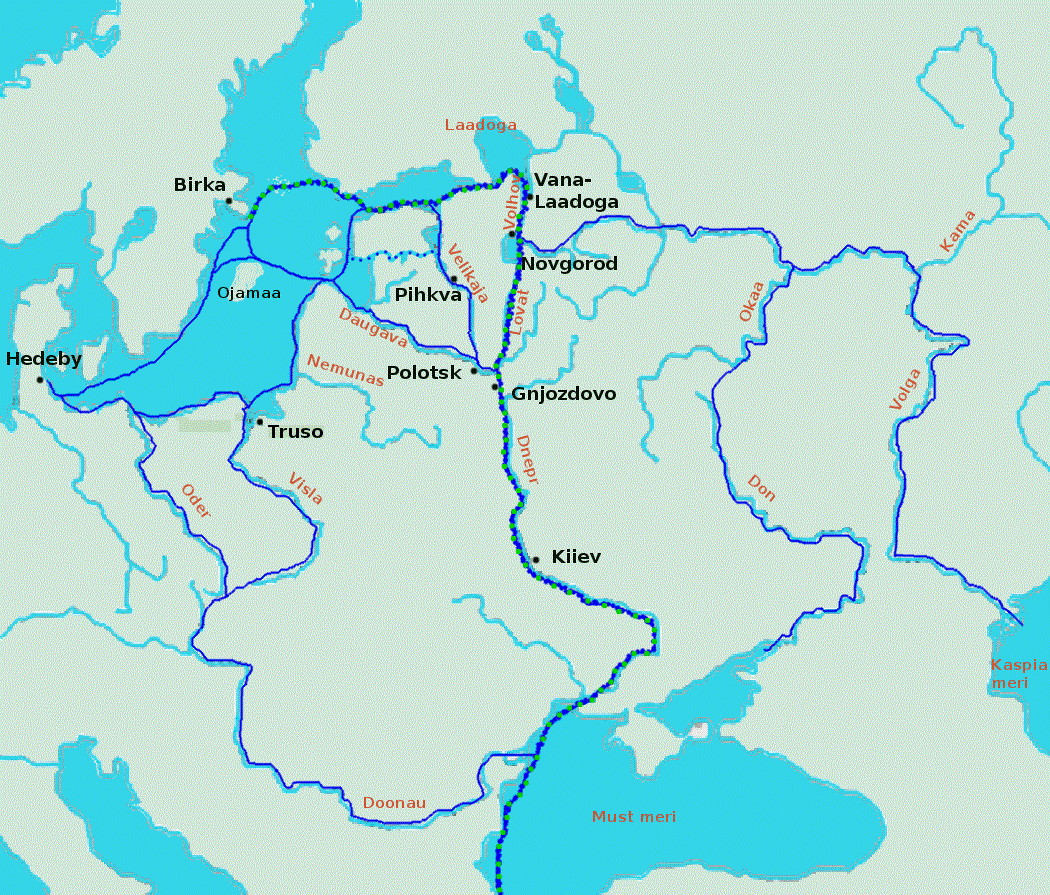
Droga od Waregów do Greków: szlak główny i szlaki alternatywne. Źródło: Marika Mägi In Austrvegr (2018).

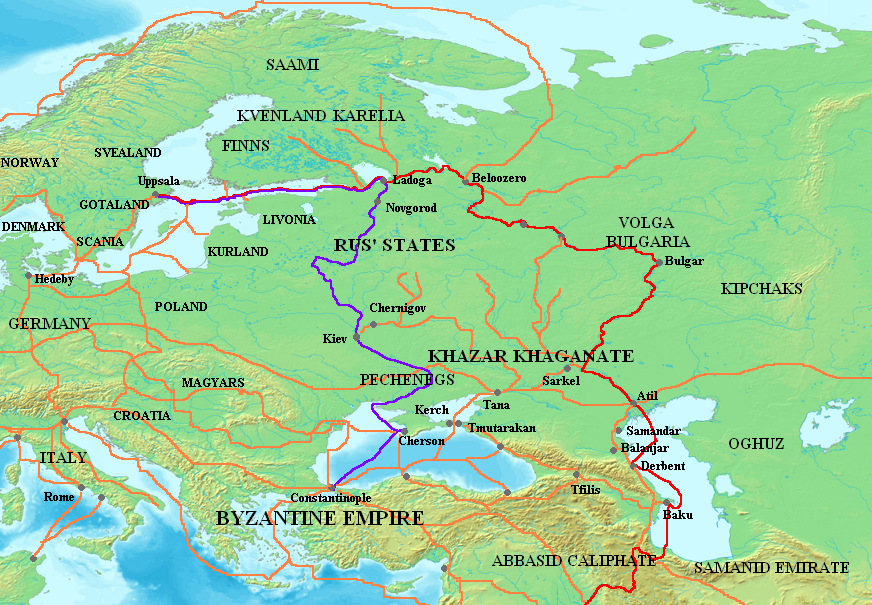
Szlak od Waregów do Greków – kolor niebieski, „szlak saraceński” – kolor czerwony.

Pierwsi wikingowie zaczęli docierać na te tereny w pierwszej połowie VIII wieku. W swoich podróżach na południe wykorzystywali sieć długich rzek. Tam, gdzie nie były one ze sobą połączone, a także w przypadku występowania szczególnie dużych progów wodnych, przetaczano łodzie lądem, wykorzystując belki. Najważniejszą trasą była ta wiodąca Dnieprem do Morza Czarnego i dalej, do stolicy Bizancjum/Konstantynopola, na który Waregowie kilkakrotnie napadali, w zamian za pokój wymuszając korzystne traktaty handlowe. Inni płynęli Wołgą do Morza Kaspijskiego (tzw. szlak saraceński), którędy docierali (później podróżując lądem) do Kalifatu Bagdadzkiego.
W przeciwieństwie do wikingów operujących na zachodzie, Waregowie częściej parali się kupiectwem niż rabunkiem. Handlowano głównie futrami i skórami, a także miodem, woskiem i niewolnikami, wymieniając je na wino, przyprawy, klejnoty i różne tkaniny. Ich głównymi partnerami handlowymi byli Grecy z Cesarstwa Bizantyjskiego i Arabowie.

## Stosunek do plemion słowiańskich
Początkowo Waregów nie interesował podbój ani rabunek ziem leżących pomiędzy ich ojczyzną a bogatymi ziemiami Bizancjum i Bliskiego Wschodu. Z czasem jednak podporządkowywali sobie wioski i grody leżące przy rzekach będących trasami ich wypraw. Nakładali także daninę na okolicznych mieszkańców, opanowując kolejne tereny, wykorzystując albo walki międzyplemienne, albo zobowiązując się do ochrony ich przed Chazarami z południa.
W odróżnieniu od relacji z państw Europy Zachodniej, nie ma z ziem ruskich informacji o plądrowaniu tych terenów przez wyprawy łupieskie.

## Ekspansja terytorialna
Pierwsi Waregowie na terenach przyszłej Rusi pozostają bezimienni. Wiadomo, że w połowie IX wieku drużyny wareskie stacjonowały na terenach późniejszego księstwa Nowogrodu, a tamtejsze plemiona płaciły im daninę. Według Nestora w 862 roku Waregów tych wygnano, jednak niedługo po tym doszło ponownie do walk wewnętrznych, i wkrótce potem Waregowie powrócili. W tym samym roku Ruryk, Wareg z plemienia Rusów, opanował te ziemie. Kuzyn i następca Ruryka, Oleg, opanował wszystkie tereny wschodniosłowiańskie i przeniósł stolicę z Nowogrodu do Kijowa tworząc państwo, później zwane Rusią Kijowską. Część historyków rosyjskich uważa to za początek rosyjskiej państwowości (dynastia założona przez Ruryka panowała w Wielkim Księstwie Moskiewskim i Carstwie Rosyjskim). Latopis Nestora podaje, że Waregowie pomogli wprawdzie Włodzimierzowi opanować Kijów, ale uznali metropolię za swą zdobycz, żądając oddania im miasta i okupu. W roku 1030 wareskie wojska Rurykowiczów zagarniają Bełz, a w następnym roku inne grody Lachów aż po San.

### Waregowie a Polska
Według XIX-wiecznego polskiego historyka, Karola Szajnochy, imiona Lach i Wareg oznaczają w językach skandynawskich to samo – towarzysza bądź sprzymierzeńca. Forma Lach jest jednak starsza od Wareg, która pochodzi z IX wieku. Szajnocha był zwolennikiem tzw. teorii normańskiej, według której państwo polskie miało powstać w wyniku najazdu z Północy, a Mieszko I był wikingiem. Teoria ta ma nadal swoich zwolenników. Nie można wykluczyć, iż wojownicy warescy najmowani byli na służbę do drużyny książęcej, niemniej stanowili jedynie narzędzie w ręku pierwszego historycznego władcy Polski. Również polscy archeolodzy badający w okresie międzywojennym zespoły cmentarzysk rzędowych z grobami szkieletowymi w obstawach kamiennych na Mazowszu i Wielkopolsce stwierdzili, że użytkowane były w X i XI wieku przez ludność pochodzenia niesłowiańskiego. Jan Czekanowski, profesor antropologii na Uniwersytecie Lwowskim, połączył wówczas odkrycia z Mazowsza i Podlasia, z podobnymi grobami zawierającymi wyposażenie skandynawskie, odkrytymi w Wielkopolsce. W jego ujęciu, pochowani w nich zostali germańscy tubylcy, Goci i Wandalowie, mieszkający w dorzeczu Wisły i Odry od kilku stuleci, którzy nie wywędrowali na południe i zachód u schyłku starożytności. Z czasem miejscowa ludność skandynawska zmieszała się z ludnością słowiańską. Czekanowski na podstawie własnych badań również uważał, że państwo polskie zawdzięczało swą genezę Gotom.

## Najemnicy
Waregowie byli znani ze swojej służby w wojskach zaciężnych. Nazywano tak wszelkich wojowników pochodzących z przeludnionej Skandynawii, którzy brali udział w walkach w całej Europie, a także na Bliskim Wschodzie. Byli postrzegani jako dobrzy najemnicy, gdyż z jednej strony cenili sobie złoto, z drugiej strony byli także bardzo honorowi, rzadko więc przechodzili na stronę przeciwnika.

### Taktyka
Oddziały Waregów były najczęściej ciężkozbrojną piechotą, która w zwartych, zdyscyplinowanych formacjach, zwanych hirdami (były one podobne do falang) walczyła przy pomocy włóczni, topora i ciężkich mieczy. Waregowie w tym sensie byli od IX do XI wieku bardzo często najbardziej wartościową, ale i najkosztowniejszą częścią wojsk, w skład których wchodzili, głównie ze względu na ponadprzeciętny wzrost i siłę, dzięki czemu mogli swobodnie władać swoimi ciężkimi toporami i mieczami, którym nie mogła się oprzeć żadna ówczesna zbroja. Sami zaś posiadali zazwyczaj najlepsze zbroje i tarcze, których nie imały się strzały ani lekkie miecze i szable. Ich legendarny „mur z tarcz” był niemal nie do przełamania przez żaden inny rodzaj oddziału wojskowego przez długi czas.

### Działania
Waregowie występowali w tym czasie w wojskach praktycznie całej północnej i wschodniej Europy, a także w mniejszym stopniu na Bliskim Wschodzie. Często zdarzało się, że różne oddziały wareskie walczyły przeciw sobie, oraz że jeden i ten sam oddział służył najpierw jednemu państwu, a potem przechodził na służbę do ich bezpośrednich wrogów.

### Schyłek
Dopiero pod koniec XI wieku ich supremacja na polach bitew skończyła się, na skutek rozwoju uzbrojenia i taktyki ciężkiej jazdy rycerzy, zdolnej do przełamania ich formacji za pomocą bezpośredniej szarży. Za symboliczną datę końca supremacji oddziałów wareskich w Zachodniej Europie przyjmuje się rok 1066, kiedy w bitwie pod Hastings ciężkozbrojni rycerze Wilhelma Zdobywcy pokonali doborowe oddziały wareskie, zwane tam huskarlami. Część z pokonanych znalazła później zatrudnienie w gwardii wareskiej, będącej jedną z elitarnych jednostek Bizancjum. Jedynie tam przez dłuższy czas (aż do upadku Konstantynopola) utrzymała się tradycja gwardii wareskiej, jednak szybko zatraciła ona swój pierwotny, skandynawski charakter.